# مترولايركس
مترولايركس هو موقع مخصص لكلمات الأغاني، أسس سنة 2002. تحتوي قاعدة بيانات الموقع على أكثر من مليون أغنية لأكثر من 16 ألف فنان.
استحوذت سي بي إس التفاعلية على الموقع في أكتوبر 2011.